# Pilipectus prunifera
Pilipectus prunifera là một loài bướm đêm trong họ Noctuidae.